# DeepZenGo
DeepZenGo，有译为“深禅”，是日本程序员、加藤英树等开发的电脑围棋程序，是在旧版本的Zen围棋软件基础上加入了深度学习技术后开发的新版本，由日本DWANGO公司、东京大学、日本棋院提供支持。在2016年11月第二届围棋电王战中分先以1:2不敌赵治勋九段。在2017年3月18-19日在日本举办的第10届UEC杯世界電腦圍棋大會上获得亚军。在2017年3月21-23日的世界围棋冠军锦标赛上以一胜二负的成绩名列第三名。在2017年3月26日的第5届电圣战上分先战胜了日本的一力辽七段。

## 棋力
根据电王战三场比赛的结果，Go Ratings网站计算出DeepZenGo的Elo等级分为3060。其对应的配置为
- CPU：2个E5-2699v4，共44核88线程，主频2.20GHz。
- GPU：4个基于Pascal架构的NVIDIA TITAN X，每个GPU拥有3584个CUDA。[6]

对比AlphaGo，2016年11月时的上述配置下的单机版DeepZenGo的棋力大约相当于2015年10月时的764 CPU核+112 GPU配置下的分布式版AlphaGo的棋力。

## 公开测试
第二届围棋电王战后，DeepZenGo以略低于电王战中的配置，以Zen19L的名字在KGS上与棋友们下棋。上线后不久，Zen19L就打上了KGS 9d。
2016年年底，DeepZenGo进入中国的弈城网络围棋对战平台公测。
2017年2月，DeepZenGo进入中国的腾讯野狐围棋网公测。
2017年4月底，DeepZenGo再次进入中国的弈城围棋网以DEEPZEN的網名公测，曾取得过22連勝的佳績。

## 第10届UEC杯世界电脑围棋大会
DeepZenGo参加了2017年3月18-19日在日本举办的第10届UEC杯世界電腦圍棋大會。18日，DeepZenGo在采用瑞士制的预赛阶段先后战胜naiver1、Julie、nlp、AQ、Rayn和Kugutsu，败于绝艺，六胜一败排名第二进入16强单败淘汰赛的决赛阶段。19日，DeepZenGo先后击败Many Faces of Go、CGI Go Intelligence和AQ后进入决赛，再度不敌中國的AI绝艺而获得亚军。

## 世界围棋冠军锦标赛
2017年3月21-23日，日本举办了世界围棋冠军锦标赛，参赛者包括DeepZenGo、中国棋手芈昱廷九段（20岁）、日本棋手井山裕太九段（27岁）和韩国棋手朴廷桓九段（23岁）。这是世界上首次有人工智能（AI）参加的世界围棋大赛。DeepZenGo负于芈昱廷、朴廷桓后，战胜了井山裕太，以一胜二负的成绩名列第三名。

## 第5届电圣战
DeepZenGo因获得第10届UEC杯世界電腦圍棋大會亚军，而获得参加第5届电圣战的资格，于2017年3月26日分先战胜了日本的一力辽七段。

## 第3届“MLILY梦百合杯”世界围棋公开赛
DeepZenGo获得了由梦百合杯主办方发放的外卡，于2017年6月19日参加第3届“MLILY梦百合杯”世界围棋公开赛本赛64强战。DeepZenGo成為了有史以來第一個参加世界围棋大赛杯赛的围棋人工智能。对此，棋手们观点不一，有的认为挺好，有的则认为不妥。比如，聂卫平认为：“ZEN获外卡挺好，也有可能拿冠军。” 而柯洁则认为：“非常不妥，人与人的比赛还是别让电脑参加为好，可以让冠军与AI进行特别对局的。” “我对DeepZenGo的参赛不支持、不赞成、也不想接受，但我也没有办法”。梦百合杯主办方解释说，“AI参加世界公开赛只是一次性的行为，并非常规化。” 孔令文是实际操办人，他向记者透露说：日本棋院和韩国棋院本来对把外卡授予AI有些顾虑，但在梦百合杯主办方解释说这并非常规行为之后，日韩棋院就同意了；另外，在具体选择向哪家AI发放外卡时，考虑到AlphaGo不可能参加这样的比赛，绝艺的实力又太强，而DeepZenGo的实力与人类高手的实力大致相当，便最终将外卡颁发给了DeepZenGo。
2017年6月19日，DeepZenGo在64强战中执白中盘胜韩国棋手申旻埈五段；21日，在32强战中执黑半目负于中国棋手王昊洋六段。

## 中信证券杯首届世界智能围棋公开赛
DeepZenGo击败CGI夺冠。
根据加藤英树的賽後訪問，其配置为：
- CPU： Intel Xeom E5-2643v4（3.4GHz，6Core）×2
- GPU： Nvidia Titan XP ×4

## 围棋电王战
是次比赛为DeepZenGo退役之战，共三番棋，分别在中国、韩国及日本举行。